# جيران (سلسلة عروض منزلية)
جيران مسلسل درامي رومانسي وتاريخي إيراني من تأليف حسن فتحي و إحسان جافانمار، إنتاج إسماعيل عفيفة وإخراج حسن فتحي إنتاج عام 1402-1398. تتناول قصة هذه المجموعة الأحداث التي تلت وفاة أمير كبير وتعرف نصر الدين شاه على جيران. يعد "جیران" أطول المسلسلات وأكثرها مشاهدة، والذي، بالإضافة إلى شعبيته بين المشاهدين المحليين، لاقى ترحيباً من قبل الجماهير الأجنبية وتم شراؤه وبثه من قبل دول من قارات العالم الأربع. كما كان مسلسل "جيران" من بين 255 عملاً من 39 دولة دخلت مهرجان جوائز سيول الدولي للدراما، ضمن أفضل 24 مسلسلاً من 11 دولة وترشح لجائزة "أفضل مسلسل عالمي". تم عرض هذه المجموعة في 24 بهمن 1400 عبر فيلمو وانتهت في 4 أبريل 1402.